# 鯉沼直暉
鯉沼 直暉（こいぬま なおき、1985年6月21日 - ）は、日本の俳優、声優。神奈川県出身。スターダス・21に所属している。以前は東映アカデミーに所属していた。

## 出演作品

### 映画
2007年
- 結婚しようよ
- バブルへGO!! タイムマシンはドラム式
- Dear Friends

2006年
- アキハバラ@DEEP

### テレビ
2009年
- 「14歳」千原ジュニアたった一人の闘い
- 学べる!!ニュースショー! ホテルニュージャパン火災-奇跡の生還-
- 日本史サスペンス劇場東大落城

2008年
- 炎神戦隊ゴーオンジャー
- 金曜プレステージ浅見伝説三部作・第一弾 耳なし芳一からの手紙
- 徳光和夫の感動再会"逢いたい"
- 中居正広の金曜日のスマたちへ

2007年
- 地獄少女
- 土曜ワイド劇場終着駅の牛尾刑事VS事件記者

2006年
- 落ちた偶像光クラブ事件
- 轟轟戦隊ボウケンジャー

### VP
2007年
- 中部電力
- ビジュアル社会心理学入門

2006年
- 薬物は絶対にダメ!

### テレビアニメ
2008年
- Yes!プリキュア5GoGo!（提灯お化け）